# Ochyrocera ibitipoca
Espèce
Ochyrocera ibitipoca est une espèce d'araignées aranéomorphes de la famille des Ochyroceratidae.

## Distribution
Cette espèce est endémique du Minas Gerais au Brésil,. Elle se rencontre à Lima Duarte dans les grottes Gruta de Moreiras, Gruta das Dobras, Gruta dos Coelhos et Gruta dos Viajantes.

## Description
Le mâle holotype mesure 2,0 mm et la femelle paratype 1,7 mm.

## Étymologie
Son nom d'espèce lui a été donné en référence au lieu de sa découverte, le parc d'État d'Ibitipoca.

## Publication originale
- Baptista, González & Tourinho, 2008 : Ochyrocera ibitipoca (Araneae: Ochyroceratidae), a new spider species from Brazilian caves. Studies on Neotropical Fauna and Environment, vol. 43, no 3, p. 243-246.